# Sea (przedsiębiorstwo)
Sea Limited (zapis stylizowany: sea) – konglomerat technologiczny mający swoją siedzibę w Singapurze. Założona w 2009 roku przez Forresta Li, Sea początkowo działała pod nazwą Garena, zajmując się produkcją i wydawaniem gier.
W maju 2017 roku firma zmieniła swoją nazwę na obecną Sea po uzyskaniu finansowania o wartości 550 milionów dolarów amerykańskich, choć marka Garena pozostała dla jej działu rozrywki cyfrowej. W 2022 roku Sea zatrudniało ponad 67 000 pracowników.
Sea funkcjonuje obecnie jako spółka holdingowa dla Garena, SeaMoney i Shopee. Od 2020 roku Sea jest również właścicielem klubu piłkarskiego Singapore Premier League - Lion City Sailors FC, po tym jak Forrest Li przejął, sprywatyzował i zmienił nazwę zespołu Home United.